# Psolus complicatus
Psolus complicatus is een zeekomkommer uit de familie Psolidae.
De wetenschappelijke naam van de soort werd in 1930 gepubliceerd door Elisabeth Deichmann.